# Los comedores de vida
Los comedores de vida es un cómic de ciencia ficción escrito en 2003 por David Brin y dibujado por Scott Hampton. Fue publicado por Wildstorm.
Las historia se basa en el relato corto de David Brin nominado a los premios Hugo Thor conoce al Capitán América, que se desarrolla en un escenario alternativo donde los nazis ganaron la Segunda Guerra Mundial.

## Historia
La historia del cómic prosigue como la nuestra, hasta que una noche durante el invierno de 1943, se suceden una serie de luces brillantes en la Europa ocupada por los nazis. Por lo visto, intencionadamente o no, la masacre de los campos de la muerte de alguna manera ha sido utilizada para convocar a los Aesir, los dioses nórdicos. Rápidamente al aliarse con los dioses, los nazis son capaces de derrotar a sus enemigos mortales.
Por otro lado, El embustero, Loki, va en contra de sus compañeros Aesir. En la noche de su llegada, Loki usa su magia para sacar a cientos de miles de internados de los campos de exterminio a la seguridad de Persia, mientras que el gobierno estadounidense asume que los Aesir son en secreto invasores alienígenas (en este cómic, Thor y Loki intercambian sus roles de héroe y villano).
Con esta nueva alianza los nazis continúan conquistando el mundo, junto a sus aliados japoneses (a quienes ahora ayudan sus dioses, los shinto). Como resultado de la "desesperada fe de Asia y África", los múltiples dioses del mundo son convocados a través de sacrificios humanos, para unirse y luchar contra los Aesir (que tienen que mantenerse en las regiones más frías). A medida que los ejércitos nazis avanzan por los Trópicos, se queman los campos petroleros de Arabia, lo que aumenta el calentamiento global. Los nazis para contrarrestrarlo y apoyar a los Aesir usan armas atómicas para comenzar un invierno nuclear, mientras que los últimos estadounidenses libres deben evitar el cumplimiento de una antigua profecía ...